# 亞熱帶似海梅介
亞熱帶似海梅介（学名：Parahermanites subtropica）为半花介科似海梅介屬下的一个种。